# Oorlogswinstbelasting

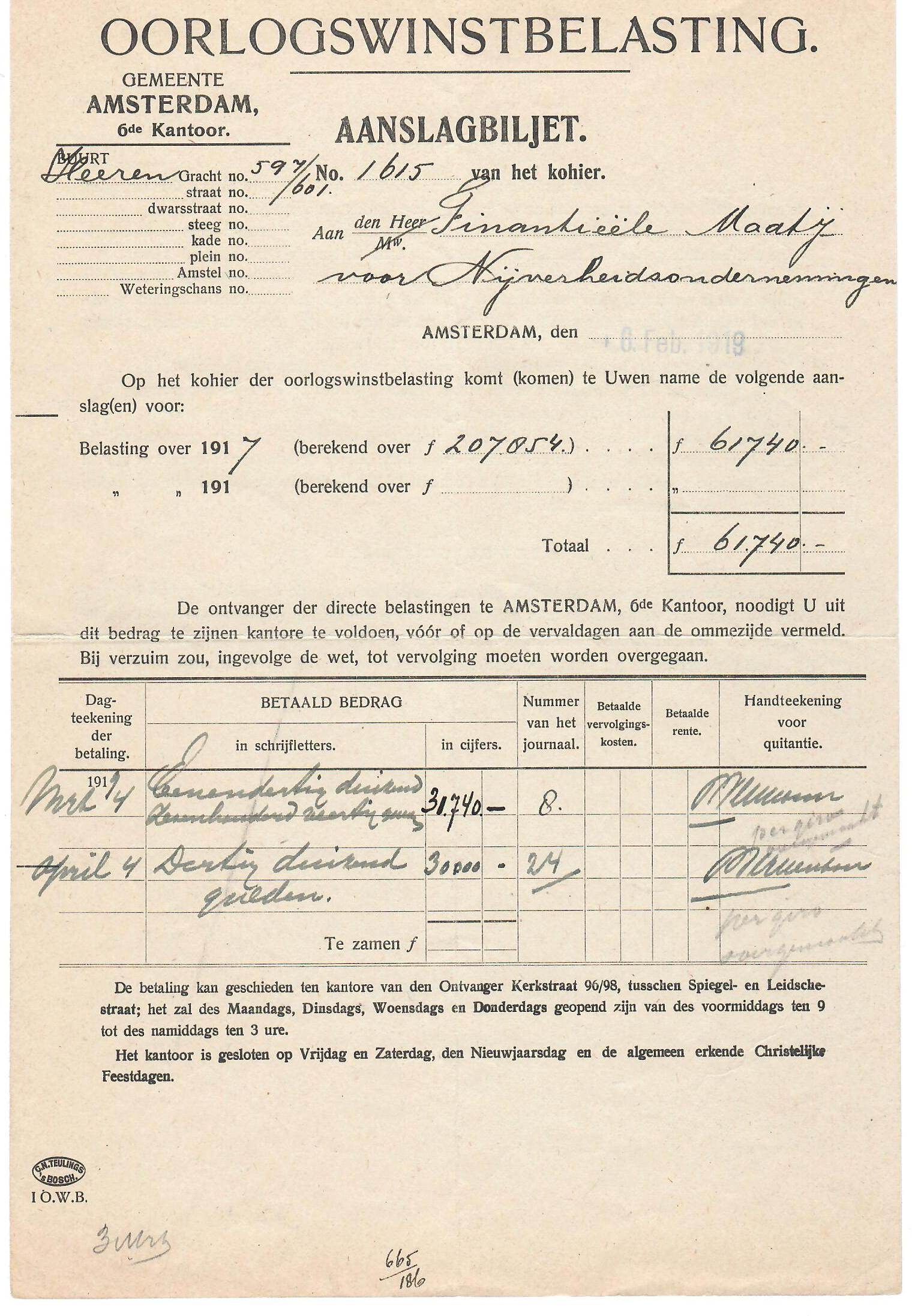
Aanslagbiljet voor oorlogswinstbelasting over 1917

De Wet op de Oorlogswinstbelasting 1916 was een Nederlandse belastingwet die op 22 juni 1916 met terugwerkende kracht vanaf 1 augustus 1914 werd ingevoerd. Zij heeft bestaan tot en met 31 december 1918. Deze wet wordt wel een voorloper genoemd van het Besluit op de winstbelasting 1940 en de Wet op de vennootschapsbelasting 1969, omdat het de eerste wet was die over de winst van rechtspersonen belasting hief.
Als gevolg van onder meer de mobilisatie van het Nederlandse leger en de bijbehorende verdedigingsinspanningen tijdens de Eerste Wereldoorlog (28 juli 1914-11 november 1918) liepen de overheidstekorten rap op. Dat deed de regering besluiten om de tarieven van de inkomstenbelasting en de vermogensbelasting te verhogen (middels de Verdedigingsbelasting) en nieuwe belastingen in het leven te roepen, met name de Oorlogswinstbelasting. Want wat was beter te verdedigen dan het invoeren van een belasting op extra bedrijfswinsten die gemaakt werden juist door het profijt dat sommige bedrijven hadden van die oorlog?
Belastingplichtig voor de Oorlogswinstbelasting waren rechtspersonen in de vorm van naamloze vennootschappen, commanditaire vennootschappen op aandelen, (coöperatieve) verenigingen, onderlinge verzekeringsmaatschappijen, stichtingen die een bedrijf of beroep uitoefenden en rederijen. Belast werd niet alle winst van deze rechtspersonen, maar alleen de extra winst als gevolg van de oorlog. Die werd berekend door de winsten uit de oorlogsjaren te vergelijken met de winsten van vóór de oorlogsjaren. Het tarief was een vast tarief van 30% met een belastingvrije voet van f 2.000,-.
De Oorlogswinstbelasting bleek een groot succes, maar leverde enorm veel vragen en problemen op. Het is dan ook deze wet geweest, samen met de Verdedigingsbelasting I en de Verdedigingsbelasting II, die een enorme impuls gaven aan de ontwikkeling van het beroep van belastingconsulent. Vanaf 1917 begon dat beroep zich dan ook sterk te ontwikkelen, hetgeen culmineerde in de oprichting van de eerste beroepsorganisatie van belastingconsulenten (later belastingadviseurs geheten), de Bond van Belastingconsulenten, in 1931.